# Cần cẩu

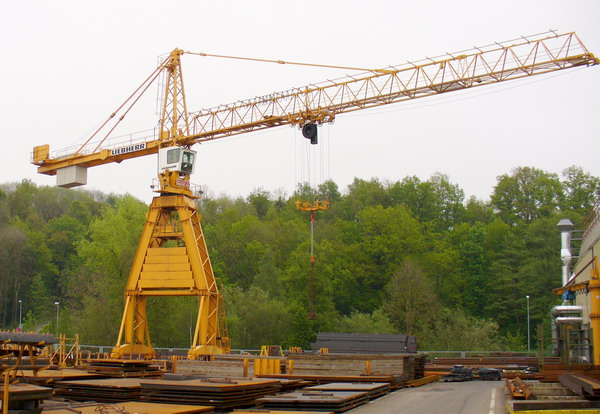
Một cần trục

Cần cẩu hay cần trục là một loại  máy móc thiết bị  dùng để nâng hạ. Đặc điểm chung của cần cẩu là hệ máy móc kết hợp sử dụng dây cáp cùng hệ pa lăng để treo móc vật cẩu, và thường dùng cơ cấu tay cần hay dầm cầu hoặc khung cổng để cẩu các vật nặng thi công,lắp ráp các công trình xây dựng, hay cẩu bốc xếp hàng hoá.Cần cẩu dùng tay cần dạng dầm conson để treo móc cáp cẩu vật và bắt buộc phải có đối trọng để thắng lại momen gây lật do vật cẩu gây ra, thì được gọi là cần trục hay cần cẩu kiểu cần. Cần cẩu dùng kết cấu dầm đơn giản chạy trên cao để treo móc cáp cẩu vật được gọi là cầu trục hay cầu chạy. Cần cẩu dùng kết cấu khung dạng cổng để treo móc cáp cẩu vật gọi là cổng trục. Cần Cẩu có thể không dùng tới tay cần, dầm cầu hay cổng vẫn gọi chung là cẩu, bao gồm trực thăng cẩu...

## Các thông số cơ bản
1- Khẩu độ: là khoảng cách tâm hai ray hay khoảng cách tâm hai bánh xe.

## Chiều cao tối đa
Là chiều cao mà cần trục với tới được

### Sức trục

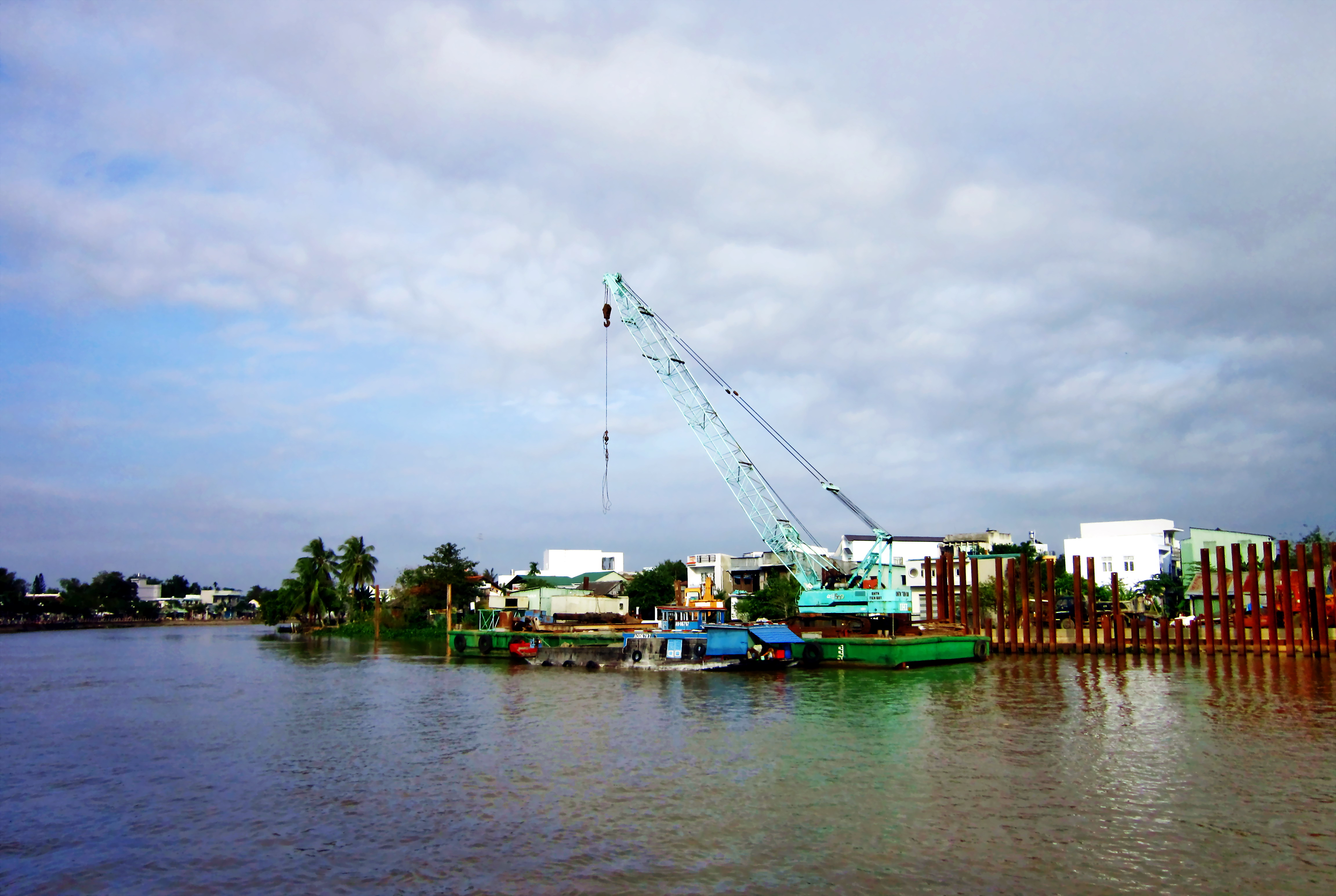
Cần trục đặt trên sà lan (cần trục nổi) để sử dụng cho công trình ở Việt Nam

Sức trục là năng lực nâng tải của cần trục.

### Chiều caonâng
chiều cao nâng là độ cao cần trục có thể nâng vật cẩu lên. 

### Tầm với
Khoảng cách hiệu dụng xa nhất mà cần trục có thể nâng tải trọng.

## Phân loại

### Cần trục tự hành
Cần trục tự hành (Mobile crane hay đôi khi là Self mobile crane) là nhóm các cần trục tự di chuyển ngang trên mặt đất bằng nguồn năng lượng đặt kèm ngay trên cần trục. Cần trục tự hành thường có kiểu tay cần nghiêng, thay đổi tầm với bằng góc nghiêng tay cần hoặc lắp thêm tay cần phụ. Dùng trọng lượng phần xe tự hành để làm đối trọng, như cũng có khi kết hợp thêm đối trọng phụ thêm đặt trên máy. 
- Cần trục ô tô (Loader crane) là ô tô tải có thùng ben gắn thêm cánh tay cẩu để bốc hàng lên thùng xe và dỡ hàng khỏi thùng xe;
- Cần trục tự hành bánh lốp hay còn gọi là cần trục tự hành bánh hơi (Truck-mounted crane);
- Cần trục tự hành bánh xích (Crawler crane);
- Cần trục tự hành tay cần ống lồng (Telescopic handler crane)
- Cần trục đường sắt (Railroad crane)
- Cần trục nổi (Floating crane)

### Cần trục tháp
Cần trục tháp (Tower crane) là loại cần trục có tay cần gắn trên trụ tháp cao hoặc cấu trúc có chức năng như một tháp cao, để phục vụ cho các công việc nâng hạ ở độ cao lớn hay siêu lớn (vận chuyển theo phương đứng), đặc biệt là xây dựng các nhà nhiều tầng, nhà cao tầng và nhà siêu cao tầng.

#### Cần trục tháp chân tháp di động
Cần trục tháp chân tháp di động không thích hợp cho xây dựng nhà cao tầng và đặc biệt là nhà chọc trời (siêu cao tầng), vì việc di động cả tháp cùng chân đế sẽ làm cho phải hy sinh bớt chiều cao nâng của cần trục, để đảm bảo cho cần trục làm việc ổn định. Đồng thời, do di động trụ tháp không thể neo cố định nên để đảm bảo ổn định đối trọng của cần trục loại này phải đặt thấp, việc bố trí cần trục phải xét đến bán kính đối trọng để đảm bảo an toàn khi vận hành. Cần tháp chân tháp di động đặc biệt thích hợp cho việc thi công xây dựng các nhà nhiều tầng độ cao không quá lớn nhưng chạy dài nhiều đơn nguyên (dạng công trình này khá phổ biến ở Liên Xô cũ và các nước Đông Âu trong thế kỷ 20). Tuy vậy nó cũng vẫn thích hợp cho xây dựng nhà và công trình một tầng các loại.

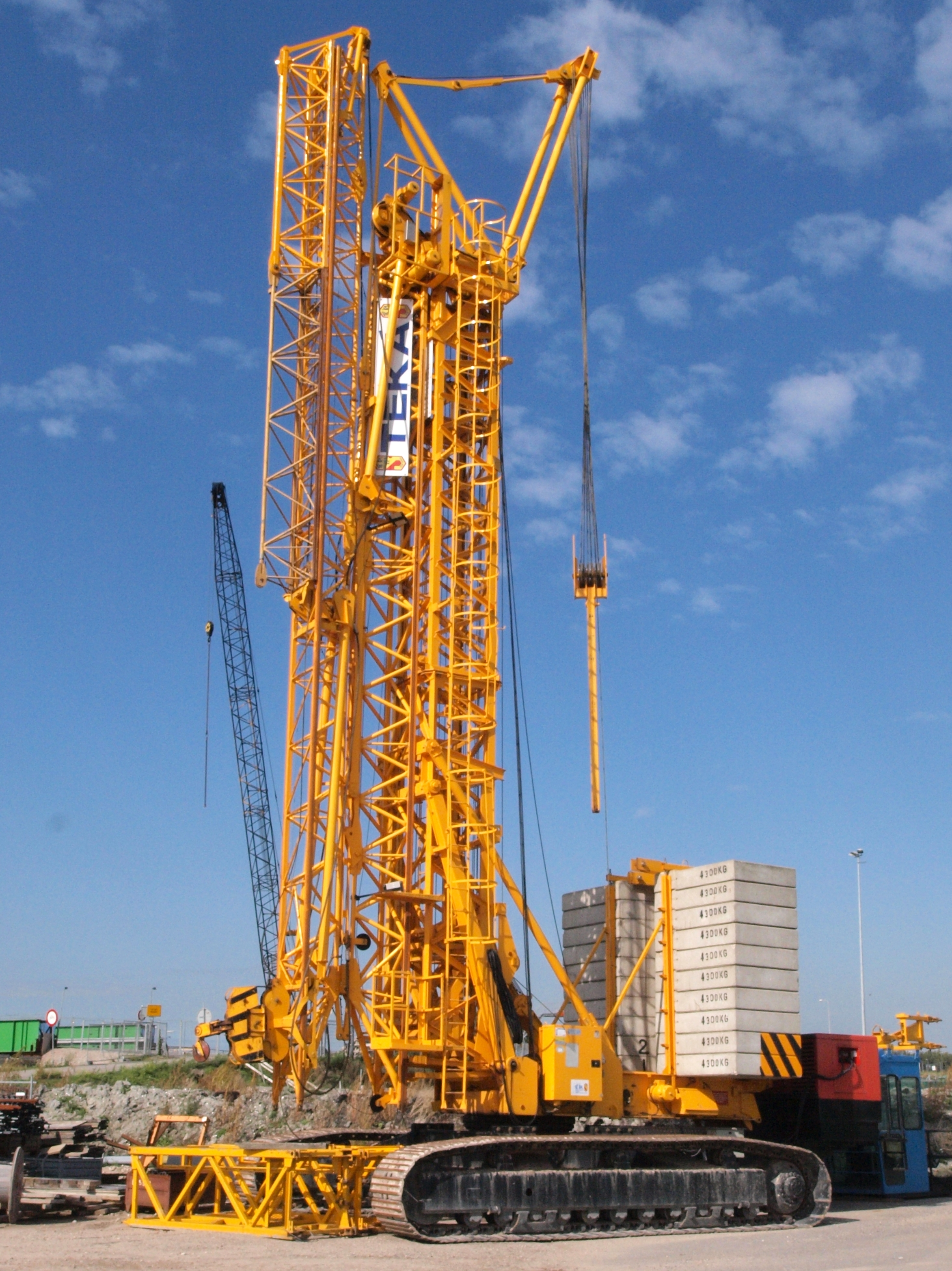
Cần trục tháp bánh xích Potain GTMR.

- Cần trục tháp chạy trên ray[2] (tháp quay đối trọng thấp), là nhóm cần trục tháp nhưng di chuyển (mobile) ngang trên ray bằng nguồn năng lượng đặt ngoài cần trục (họ КБ (Liên Xô cũ, Nga), họ GTMR (Pháp, châu Âu));
- Xe cần trục tháp tự dựng (họ GMA (Grues à Montage Automatisé), GTMR (Grues à Tour à Montage Rapide))
- Cần trục tháp bánh xích
- Cần trục tháp ống lồng (Telescopic crane)

#### Cần trục tháp chân tháp cố định

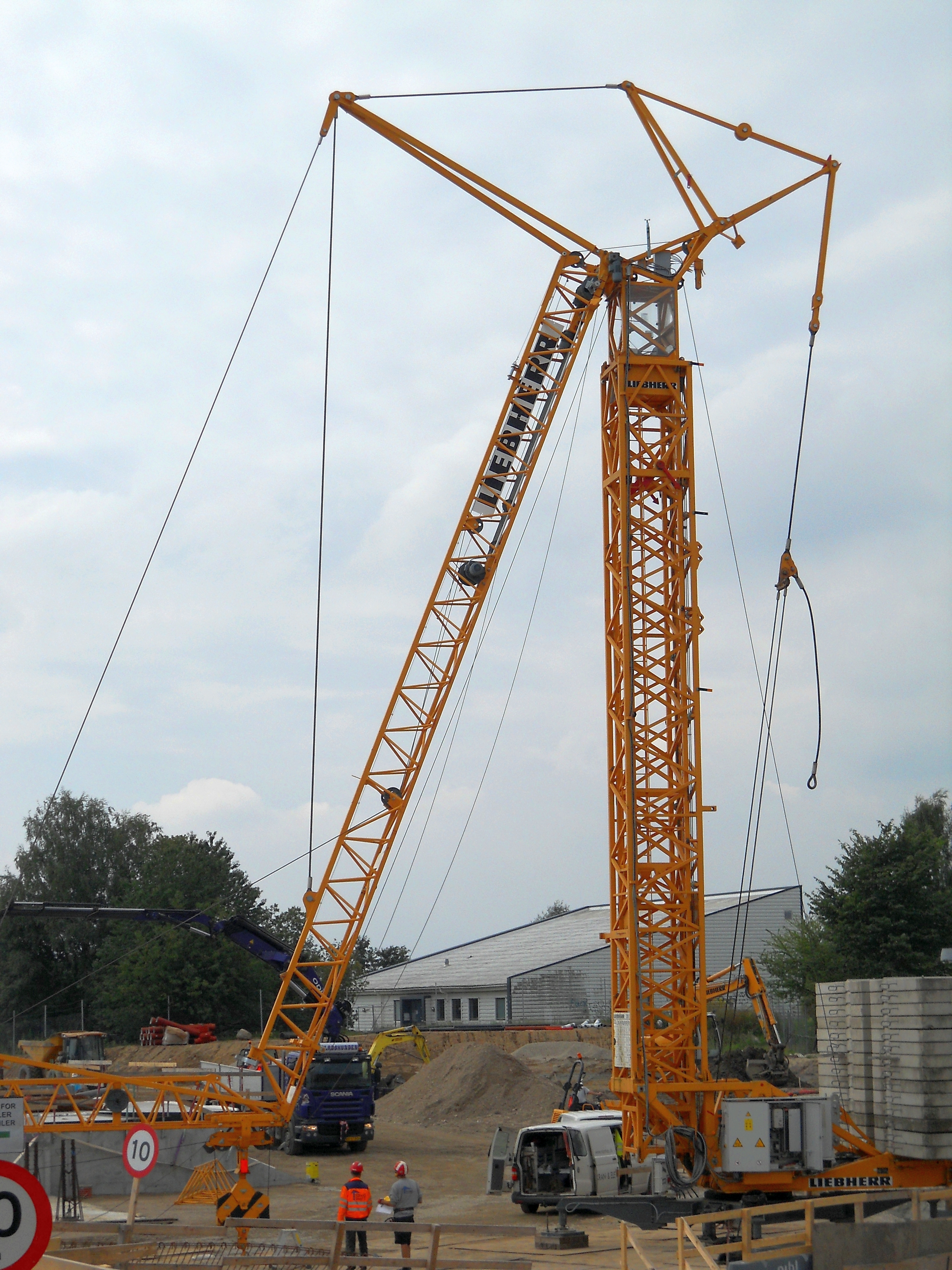
Cần trục tháp đế tháp cố định tự lắp họ GTMR.

Cần trục tháp chân tháp cố định đặc biệt thích hợp cho xây dựng nhà cao tầng hay siêu cao tầng mặt bằng tập trung (nhà tháp). Việc ổn định trụ tháp nhờ trụ tháp được neo cố định vào công trình dần theo độ cao công trình. và để ổn định cho tay cần khi nâng tải thì bên trên trụ tháp ngược phía với tay cần là tay cần treo đối trọng, tạo ra momen giữ thắng được momen tải khi cần trục hoạt động. Cần trục loại này không thích hợp lắm cho nhà một tầng hay nhà nhiều tầng chạy dài nhiều đơn nguyên. Tuy nhiên khi thi công nhà nhiều tầng chạy dài nhiều đơn nguyên vẫn có thể dùng loại cần trục này như số lượng vài cần trục cùng loại kết hợp làm việc. Mỗi đơn nguyên bố trí 1-2 cần trục tháp cố định này.
- Cần trục tháp có đế tháp cố định:

- Xe cần trục tháp tự dựng, có đế tháp cố định (tháp quay, đối trọng thấp)
- Cần trục tháp có đế tháp cố định nối tháp từng phần (đối trọng cao, cần nằm ngang, thay đổi tầm với bằng xe con) (họ GME (Grues à Montage par Éléments))
- Cần trục tháp cánh buồm (tháp cố định, đối trọng cao, thay tầm với bằng góc nghiêng tay cần, Luffing crane)
- Cần trục tháp cánh buồm chiều cao treo móc không đổi (Level luffing crane)

- Cần trục tháp tự leo;

### Cầu trục
- Cầu chạy dầm đôi
- Cầu chạy dầm đơn
- Xe tời
- Cẩu cáp treo (Cable crane)

### Cổng trục
- Cầu chạy cổng trục (Portal crane)

### Cẩu bay
Trực thăng cẩu

### Cần trục cố định đơn giản
- Cần trục thiếu nhi (mini crane);
- Giá tời điện dạng dầm conson